# アレキサンダー・シュライハー Ka 8
シュライハー K 8
- 用途：グライダー
- 設計者：ルドルフ・カイザー
- 製造者：アレキサンダー・シュライハー
- 初飛行：1957年11月
- 生産数：1,100機以上
- 運用状況：運用中

アレキサンダー・シュライハー K 8はルドルフ・カイザーが設計し、ドイツのグライダーメーカーであるアレキサンダー・シュライハー社が製造した単座のグライダーである。

## 諸元・性能 ( K 8B)
出典：Sailplane Directoryref=Jane's All The World's Aircraft 1966-67
- 乗員:1人
- 全長:7.00m
- 全幅:15.00m
- 全高:1.57m
- 翼面積:14.15m2
- アスペクト比:15.9:1
- 翼型:Göttingen 533/532
- 無積載時重量:195kg
- 最大離陸重量:310kg
- 超過禁止速度:190km/h
- 最小沈下速度:0.72 m/s
- 最良滑空比: 27:1